# چوب‌تراش (روستا)
چوب تراش، روستایی است از توابع بخش مرکزی شهرستان ارومیه و در شهرستان ارومیه استان آذربایجان غربی ایران. روستای چوب تراش در ۵ کیلومتری جاده ارومیه به سمت شهر مهاباد می‌باشد.

## جمعیت
این روستا در دهستان ترکمان قرار داشته و بر اساس سرشماری سال ۱۳۸۵ جمعیت آن ۲۶۶ نفر (۷۲ خانوار)
بوده‌است.